# Cetose
A cetose é um estado metabólico no qual uma parte do fornecimento de energia do corpo vem de corpos cetônicos no sangue, em contraste com um estado de glicólise no qual a glicose no sangue fornece energia. Geralmente, a cetose ocorre quando o corpo está metabolizando gordura em um ritmo acelerado e convertendo ácidos graxos em corpos cetônicos. É bastante diferente da cetoacidose, condição decorrente da diabetes, devido à ordem de grandeza da concentração de corpos cetônicos no sangue. Tipicamente, os valores de concentração de corpos cetônicos no sangue para cetose nutricional ficam na faixa de 0 a 5 mmol/L, enquanto na cetoacidose eles são na faixa de 15 a 25 mmol/L.
Foi identificada pelo Dr. Alfred Bauer em 1962 e é um estágio no catabolismo que ocorre quando o fígado converte gorduras em ácidos graxos e corpos cetônicos, que podem ser usados pelo corpo para energia. A cetose é induzida por dietas baixas em carboidratos, ou mesmo em condições de jejum prolongado.